# Twist (Tanz)

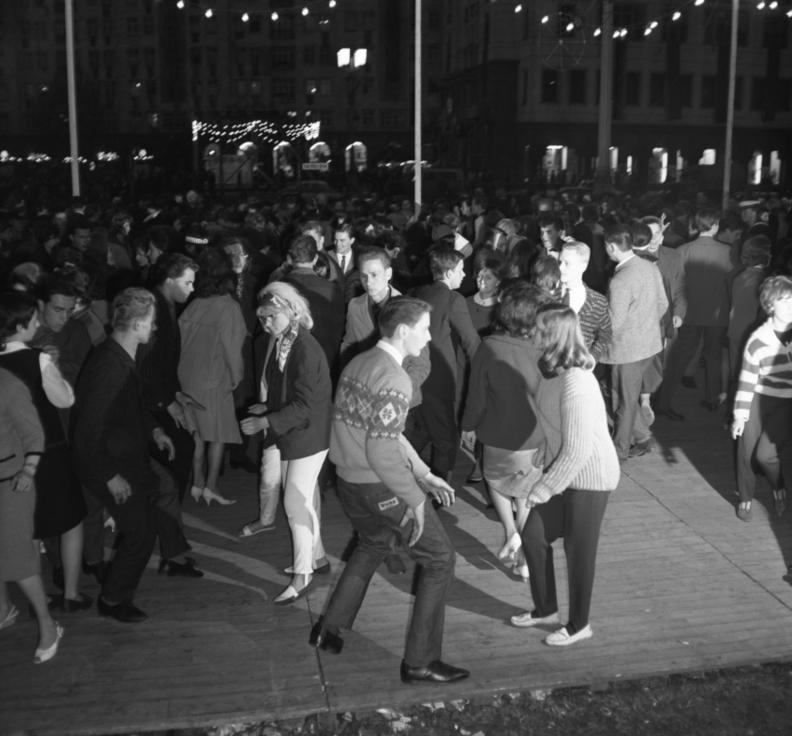
Deutsche Jugendliche tanzen den Twist (Berlin, 1964)

Der Twist (Englisch twist = Drehung, Verdrehung) war ein Modetanz im 4/4-Takt, der in den frühen 1960er Jahren populär wurde und zu Rock ’n’ Roll, Rhythm and Blues oder spezieller Twist-Musik getanzt wird. Der Sänger Chubby Checker machte diesen Tanz mit seinen Hits The Twist im Juli 1960 und Let’s Twist Again im Juni 1961 weltweit populär. Ein besonderes Merkmal dieses Paartanzes ist, dass sich die Partner beim Tanzen nicht berühren. Twist unterscheidet sich von anderen gleichzeitig auftretenden Musikrichtungen durch ein gleichmäßiges Zeitmaß zwischen den Achtelnoten. Einen geshuffelten Rhythmus gibt es beim Twist nicht.

## Ursprünge
Die Ursprünge des Twist liegen in der afroamerikanischen Kultur. Schon um 1890 wurde auf amerikanischen Plantagen ein ähnlicher Tanz gesichtet, der als wringin' and twistin'  bekannt war. Einige typische Bewegungsabläufe wie die Bewegungen mit dem Becken sowie das Drehen mit der Fußspitze konnte man auch in Westafrika beobachten.

## Höhepunkt der Popularität
Der Rhythm-&-Blues-Musiker Hank Ballard komponierte 1958 den Titel The Twist, der im März 1959 als B-Seite der Single Teardrops on Your Letter auf dem Label King Records veröffentlicht wurde. Teardrops on Your Letter belegte Platz 4 in den Rhythm-&-Blues-Charts, und auch die B-Seite schaffte es bis auf Platz 16 derselben Charts. Möglich war dies durch eine Eigenart der amerikanischen Charts, die nicht allein auf den Verkaufszahlen beruhte, sondern die Häufigkeit von Airplay, also das Spielen eines Stückes im Radio, mit einbezog. Hank Ballard entwickelte bei seinen Bühnenauftritten eine Tanzroutine, aus der letztlich der Twist entstand. Erst die Coverversion von The Twist von Chubby Checker wurde im Sommer 1960 ein großer Erfolg in den Billboard Hot 100.
Den Höhepunkt der Popularität erreichte der Twist im Jahr 1961 in der New Yorker Bar Peppermint Lounge. Die ursprünglich nur für ein Wochenende gebuchte Band Joey Dee & The Starliters spielte beim ersten Auftritt vor Prominenten im Publikum. Die Schauspielerin Merle Oberon sowie Prinz Serge Oblinski hatten im Club die ganze Nacht hindurch getanzt. So berichteten es am nächsten Morgen die Kolumnisten Earl Wilson und Cholly Knickerbocker in der Tageszeitung New York Post. Am darauf folgenden Abend musste die zur Hilfe gerufene Polizei den Ansturm auf die Peppermint Lounge regulieren. Der Club entwickelte sich zu einem Publikumsmagneten und hatte viele prominente Besucher wie Judy Garland, John Wayne, Jackie Kennedy, Nat ‘King’ Cole, Shirley MacLaine, Tennessee Williams, Truman Capote und Liberace. Die Band spielte über Monate in dem Club und ihnen gelang mit dem Peppermint Twist ein landesweiter Hit. Der Regisseur Greg Garrison drehte in dieser Zeit seinen Musikfilm Hey Let’s Twist mit Joey Dee und seiner Band vor dem Hintergrund der Ereignisse in der Peppermint Lounge. Im Januar 1962 kam der Film unter dem Titel Twist … dass die Röcke fliegen in die deutschen Kinos.

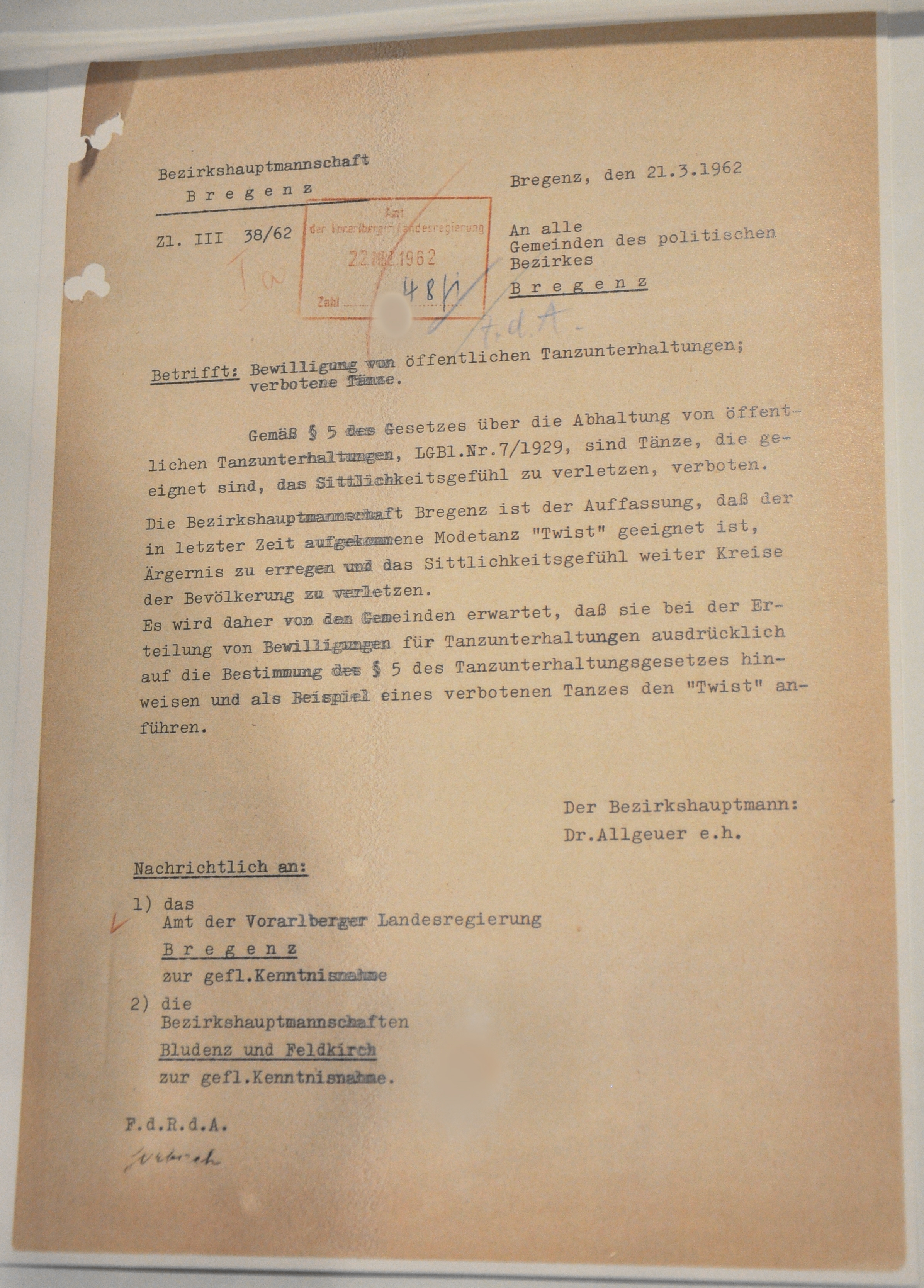
Rundschreiben des Bregenzer Bezirkshauptmanns mit dem Verbot des Twist, 21. März 1962

In Deutschland bezeichneten die Kritiker den Twist als „Sexualtrauma“, und die kreisenden und schiebenden Bewegungen der Hüfte wurden als anstößig empfunden. Orthopäden warnten vor Knieverletzungen und Wirbelsäulenschäden. Im österreichischen Bezirk Bregenz erließ der Bregenzer Bezirkshauptmann Anton Allgeuer in einem Rundschreiben an die Gemeinden vom 21. März 1962 sogar ein Twist-Verbot:

„Die Bezirkshauptmannschaft Bregenz ist der Auffassung, daß der in letzter Zeit aufgekommene Modetanz ‚Twist‘ geeignet ist, Ärgernis zu erregen und das Sittlichkeitsgefühl weiter Kreise der Bevölkerung zu verletzen. Es wird daher von den Gemeinden erwartet, daß sie bei der Erteilung von Bewilligungen von Tanzunterhaltungen ausdrücklich auf die Bestimmung des §5 des Tanzunterhaltungsgesetzes hinweisen und als Beispiel eines verbotenen Tanzes den ‚Twist‘ anführen.“

Der Film Pulp Fiction löste in den 1990ern ein Twist-Revival aus. Zum 40. Jubiläum des Tanzes schrieb Bodo Mrozek 2001 in der FAZ: „Mit dem Twist begann die Postmoderne auf den Tanzflächen.“

## Deutsche Twist-Songs
Es erschienen auch Aufnahmen mit deutschen Texten wie beispielsweise der Peppermint Twist von Caterina Valente & Silvio Francesco. Auch in der DDR wurden Twistplatten aufgenommen wie Manfred Krugs Twist in der Nacht (1963) und Susi Schusters Jodel-Twist (1963), und Die Amigos (nicht identisch mit der volkstümlichen Gruppe Die Amigos) sangen ebenfalls 1963 Oho, Susann. Im Duisburger Wedaustadion wurde 1964 der von Henry Valentino produzierte Zebratwist uraufgeführt, der damit als älteste Stadionhymne Deutschlands gilt und seitdem in unveränderter Form bei jedem Heimspiel des MSV Duisburg gespielt wird.